# اومار گونزالس
عمر گونزالس (انگلیسی: Omar Gonzalez؛ زادهٔ ۱۱ اکتبر ۱۹۸۸) در شهر دالاس در تگزاس یک بازیکن فوتبال اهل ایالات متحده آمریکا است.
وی همچنین در تیم ملی فوتبال ایالات متحده آمریکا بازی کرده‌است.